# Juliane zu Hessen-Kassel
Juliane zu Hessen-Kassel, auch Juliane von Hessen, vollständig Juliane Luise Amalie (* 19. Januar 1773 auf Schloss Gottorf; † 11. März 1860 in Itzehoe), war eine Prinzessin aus dem Hause Hessen-Kassel und Äbtissin des Klosters Itzehoe.

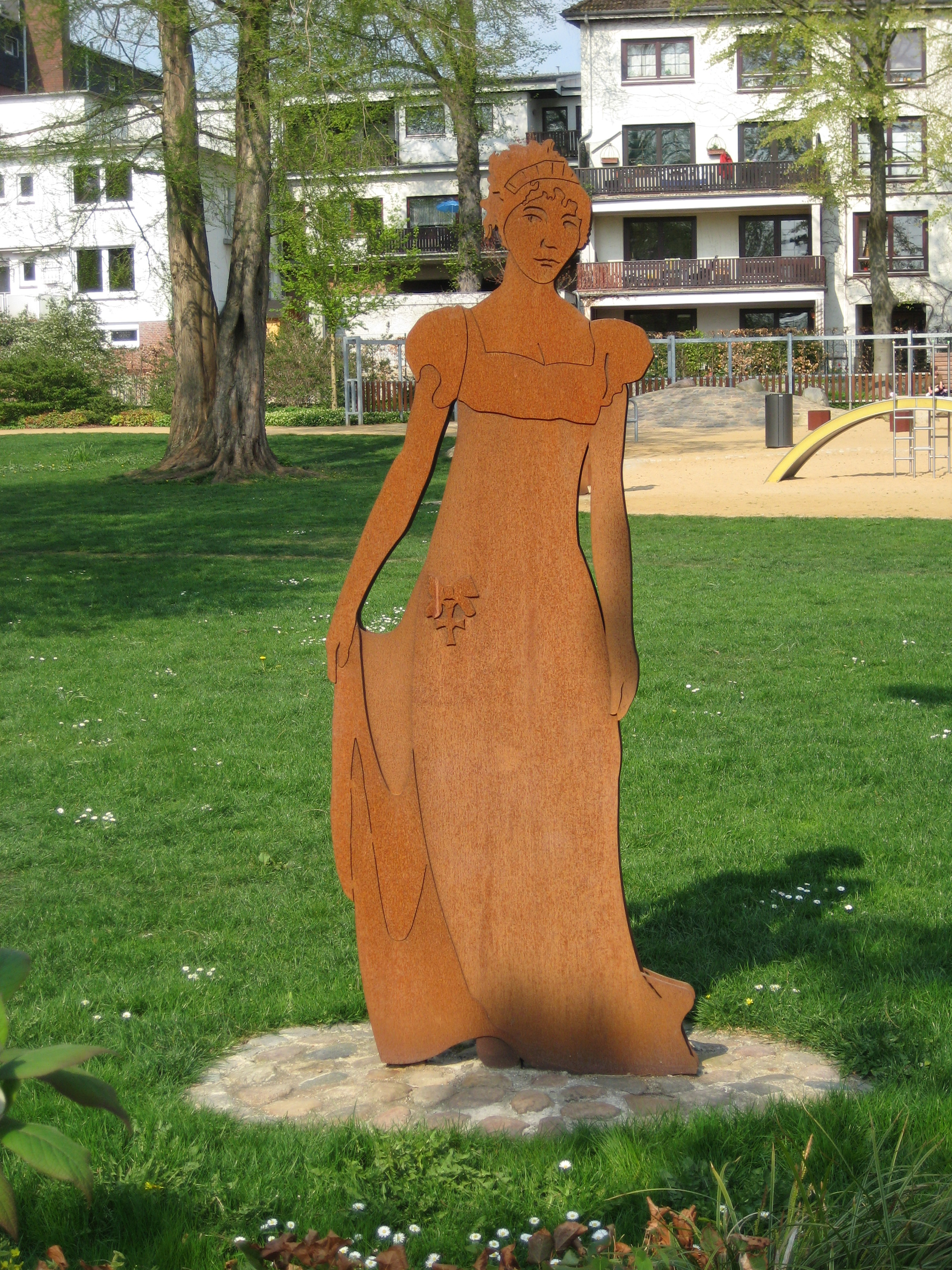
Skulptur Julianes im Prinzesshof

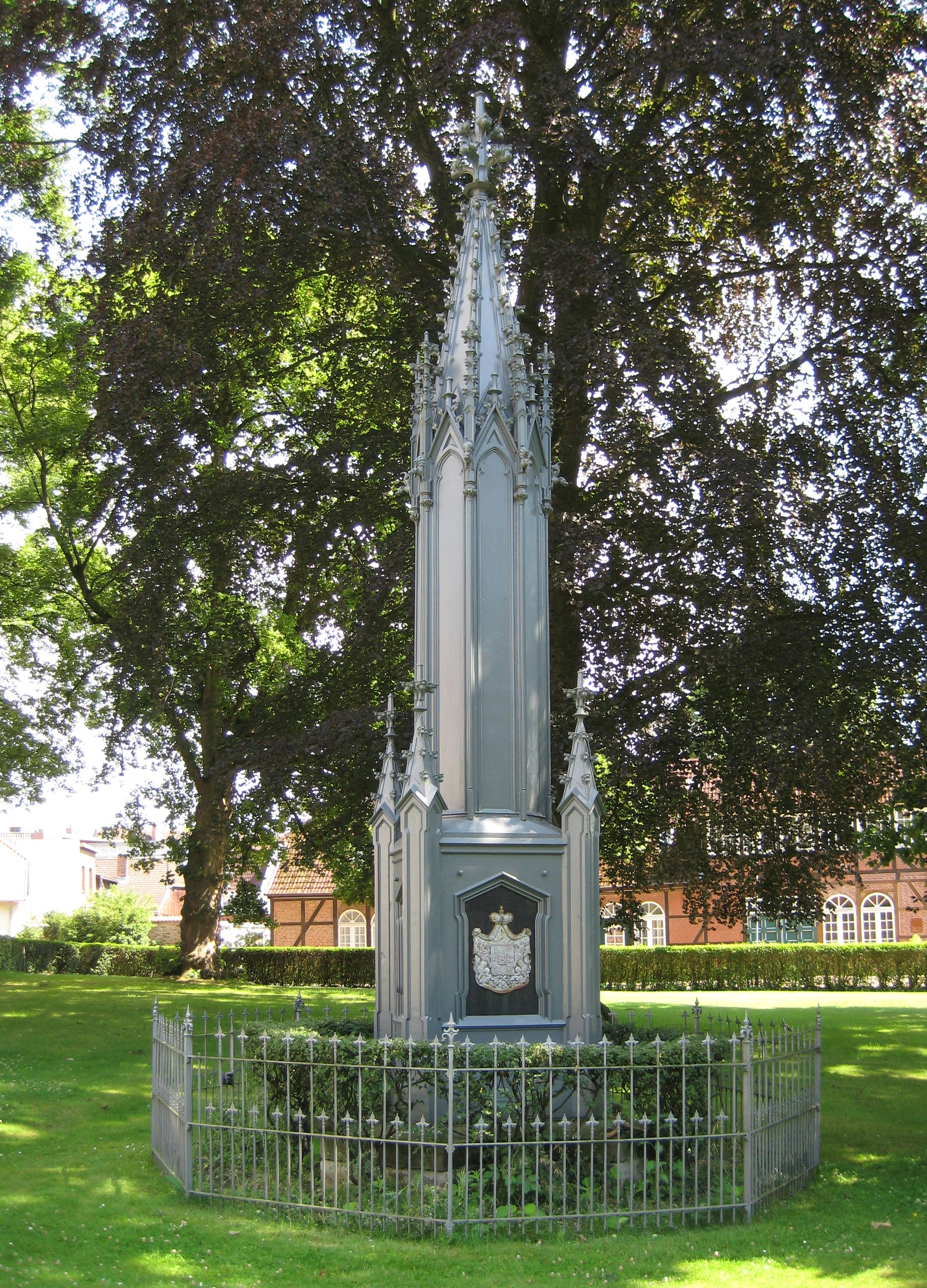
Denkmal für Juliane im Klosterhof Itzehoe

## Leben
Juliane war die zweite Tochter und das vierte Kind des Landgrafen Karl von Hessen-Kassel und dessen Frau Louise, einer Tochter von König Friedrich V. von Dänemark. Ihre ältere Schwester Marie wurde durch die Heirat mit Kronprinz Friedrich später Königin von Dänemark.
1810 wurde Juliane als Nachfolgerin von Sophia Magdalena von Qualen Vorsteherin des Adeligen Klosters Itzehoe, das seit der Reformation ein evangelisches Damenstift der schleswig-holsteinischen Ritterschaft war.
Sie residierte im Prinzesshof, in dem sich auch ihr Onkel, Landgraf Wilhelm I., zeitweilig während seines Exils in den napoleonischen Kriegen aufhielt.
Nach ihrem Tod wurde ihre Nichte Prinzessin Luise zu Schleswig-Holstein-Sonderburg-Glücksburg, die Tochter ihrer jüngsten Schwester Luise Karoline von Hessen-Kassel, ihre Nachfolgerin.

## Denkmale
An Juliane erinnern in Itzehoe ein neugotisches Denkmal im Klosterhof sowie eine der von der Fa. Schmidt (Itzehoe) hergestellten Prinzessinen-Skulpturen im Hof des Prinzesshofes.